# Carlos de France
Carlos de France (Madrid, 1961) es un músico español, miembro fundador de la formación Objetivo Birmania en los años 80, desarrolló su carrera en solitario a principios de la década de 2000. Hijo de padre francés y madre española, es hermano del director Fernando de France.

## Carrera

### Objetivo Birmania
En 1982 fundó en Madrid, junto a unos amigos el grupo Objetivo Birmania, donde se integró como bajista. Esta primera formación tuvo problemas internos, que en 1987 desencadenaron la ruptura de la banda.
En 1989, Objetivo Birmania comenzó una nueva etapa con un trío femenino como cantantes.  Su primer single de esta nueva etapa, "Los amigos de mis amigas son mis amigos" fue un gran éxito sonando sin cesar todo el verano de 1989. Tras el LP del mismo título que fue publicado por Sony sacaron un segundo disco Los hombres no ligan de menor repercusión, lo que motivó la disolución definitiva del grupo en 1992.

### En solitario
Con la separación del grupo a principios de 1992 comenzó a colaborar con grupos como Cómplices o Amistades Peligrosas, como letrista; Marta Sánchez, Los Chichos, Azúcar Moreno como compositor de algunas de sus canciones. Además de realizar música para anuncios. Se incorporó como bajista a la gira de 1992 de Amistades Peligrosas y con Jarabe de Palo grabó el bajo de Grita.
En 1996 se marchó a Estados Unidos bajo contrato para Universal y Sony haciendo diversas producciones y composiciones por encargo.
En 2001 volvió a España y comenzó su carrera de cantautor, tocando habitualmente en El rincón del Arte Nuevo, Libertad 8, Galileo Galilei y Clamores, salas emblemáticas de la canción de autor.
Publicó  su primer disco en solitario Vivo al revés con la discográfica V2, producido por Joe Dvorniak.
El 24 de mayo de 2004 sacó su primer sencillo Nada.
Tras muchos años de silencio discográfico publicó en 2013 Debe ser esto la felicidad su segundo disco, grabado entre Buenos Aires, Berlín, Madrid y Pensanze (Reino Unido). El álbum, más roquero, fue producido por Pablo Rabinovich, Joe Dvorniak, el propio Carlos y su hermano Fernando de France, que dirigió también el primer clip, rodado en Barcelona.
Desde 2007 reside en Berlín, compaginando esta ciudad con Madrid y Buenos Aires, donde actúa con regularidad.
En 2015 participa en el programa de RTVE "Hit-La Canción", presentando la composición "Quítate la Ropa".
Desde 2017, Carlos compone en francés y empieza actuar en Paris en salas de cantautores.